# Schwanthaler

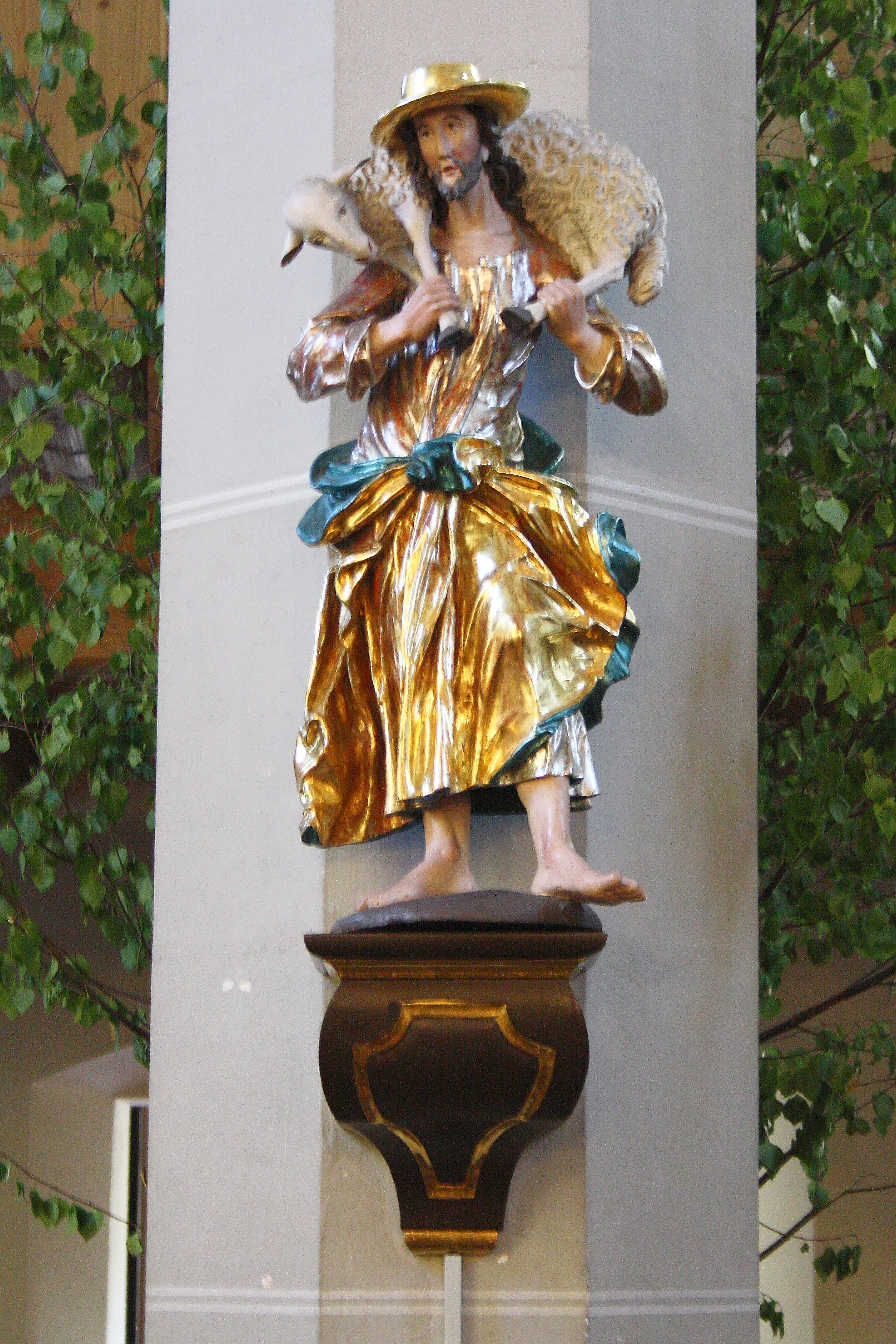
Rzeźba Dobrego pasterza w Ungenach, z warsztatu Thomasa Schwanthalera

Schwanthaler - ród bawarskich barokowych i rokokowych rzeźbiarzy w Ried im Innkreis oraz Monachium. Założycielem był Hans, który zmienił nazwisko z Schwabenthaler. Znanych jest 21 rzeźbiarzy o tym nazwisku.  Bonaventura Schwanthaler był jednym z przywódców powstania w 1705.
- Thomas Schwanthaler
- Ludwig von Schwanthaler